# ボレル・ヴェイユの定理
数学の表現論の分野において、ボレル・ヴェイユの定理 (Borel–Weil theorem) は、コンパクトリー群の既約表現と複素半単純リー群の既約正則表現に対する具体的なモデルを与える。名称はアルマン・ボレル (Armand Borel) とアンドレ・ヴェイユ (André Weil) にちなむ。これらの表現はその群の旗多様体上の正則直線束の大域切断の空間において実現される。高次コホモロジー空間への一般化はボレル・ヴェイユ・ボットの定理と呼ばれる。

## 定理の主張
定理は複素半単純リー群 G とその実形 K のいずれに対しても述べることができる。G を連結複素半単純リー群とし、B を G のボレル部分群とし、X = G/B を旗多様体とする。この設定において、X は複素多様体であり非特異代数 G 多様体である。旗多様体はコンパクト等質空間 K/T として記述することもできる、ここで T = K ∩ B は K の（コンパクト）カルタン部分群である。整ウェイト λ は X 上の G 同変な正則直線束 Lλ を決定し、群 G はその大域切断の空間
{\displaystyle \Gamma (G/B,L_{\lambda })}
に作用する。
ボレル・ヴェイユの定理の主張は以下である：λ が優整ウェイトであるならば、この表現は G の最高ウェイト λ の正則既約最高ウェイト表現である。K へのその制限は K の最高ウェイト λ の既約ユニタリ表現であり、逆に K の各既約ユニタリ表現は一意的な λ の値に対してこのようにして得られる。（複素リー群の正則表現は、対応するリー環の表現が複素線型になる表現である。）

## 具体的な記述
ウェイト λ はボレル部分群 B の指標（1次元表現）χλ を生じる。G/B 上の正則直線束 Lλ の正則切断は次のような正則写像としてより具体的に記述できる：すべての g ∈ G と b ∈ B に対して
{\displaystyle f\colon G\to \mathbb {C} _{\lambda };f(gb)=\chi _{\lambda }(b)f(g).}
これらの切断への G の作用は、g, h ∈ G に対して
{\displaystyle g\cdot f(h)=f(g^{-1}h)}
によって与えられる。

## 例
G を複素特殊線型群 SL(2, C) とする。行列式 1 の上三角行列全体はボレル部分群である。G の整ウェイトは整数と同一視でき、優ウェイトは非負の整数と対応する。B の対応する指標 χn は
{\displaystyle \chi _{n}{\begin{pmatrix}a&b\\0&a^{-1}\end{pmatrix}}=a^{n}}
の形を持つ。
旗多様体 G/B は、斉次座標 を X, Y とする複素射影直線 CP1 と同一視でき、直線束 Ln の大域切断の空間は C2 上の n 次斉次多項式の空間と同一視される。n ≥ 0 に対して、この空間の次元は n + 1 であり、G の多項式代数 C[X, Y] への標準的な作用の下で既約表現をなす。ウェイトベクトルは単項式
{\displaystyle X^{i}Y^{n-i},\quad 0\leq i\leq n}
によって与えられ、そのウェイトは 2i − n であり、最高ウェイトベクトル Xn のウェイトは n である。

## 歴史
定理は1950年代初頭にまでさかのぼり、Serre & 1951-4 と Tits (1955) において見つけられる。